# Aiguille Crestone
Ne doit pas être confondu avec Pic Crestone.
L'aiguille Crestone, avec 4 327 m d'altitude, est le deuxième plus haut sommet du chaînon Sangre de Cristo et le troisième des monts Sangre de Cristo, après le pic Blanca et le pic Crestone, dans l'État du Colorado. Elle est protégée dans la Sangre de Cristo Wilderness, à la frontière de la forêt nationale de Rio Grande et de la forêt nationale de San Isabel.